# Zgrada Dujmović-Stock
Zgrada Dujmović-Stock je zgrada u Splitu, na adresi Zagrebačka 9, između kuće Šperac i kuće Pezzi-Kraljević.

## Opis
Ova neorenesansna dvokatnica podignuta je 1903. godine za industrijalca Abrama Stocka i treća je u nizu građevina s predvrtom u Zagrebačkoj ulici. Kuća je poznata i prema kasnijem vlasniku, poznatom splitskom obiteljskom liječniku dr. Mati Dujmoviću. Od ograde predvrta do obrade pročelja, konstrukcije, stolarije, pokrova, ova je kuća gotovo u potpunosti sačuvala sve izvorne elemente. Radi svoje urbanističke i arhitektonske vrijednosti spada u najznačajnije primjere arhitekture historicizma u Splitu.

## Zaštita
Pod oznakom Z-5633 zavedena je kao nepokretno kulturno dobro - pojedinačno, pravna statusa zaštićena kulturnog dobra, klasificiranog kao profana graditeljska baština.